# サミュエル・ファン・ホーホストラーテン
サミュエル・ファン・ホーホストラーテン（蘭: Samuel van Hoogstraten、1627年8月2日 - 1678年10月19日）は、オランダ黄金時代のオランダ人画家。

## 経歴
ファン・ホーホストラーテンの生誕地、死没地はともにオランダのドルトレヒトである。当初は父ディルク・ファン・ホーホストラーテンに絵画を学び、1640年の父の死後にアムステルダムのレンブラントの弟子となっている。ファン・ホーホストラーテンはレンブラント門下で短期間に頭角を現し、肖像画家として独り立ちした。1651年から、ウィーン、ローマ、ロンドンと各都市を転々とした後に故郷であるドルトレヒトに落ち着いた。ドルトレヒトで1656年に結婚しており、当地の造幣局長にも任命されている。

## 絵画作品
現存している作品から、ファン・ホーホストラーテンが様々な年代の多種多様な作風の絵画を模倣し、自身の作品に取り入れていることが分かる。ウィーンのリヒテンシュタイン・コレクションが所蔵している1645年に描かれた肖像画は、師であるレンブラントの作品からの模倣である。1652年に描かれたウィーンのホーフブルク宮殿を描いた作品は、ファン・ホーホストラーテンが建物を描く技術にも優れていたことを物語っている。一方でハーグで描かれたマウリッツハイス美術館所蔵の『手紙を読む女性』などはピーテル・デ・ホーホの模倣に過ぎない。

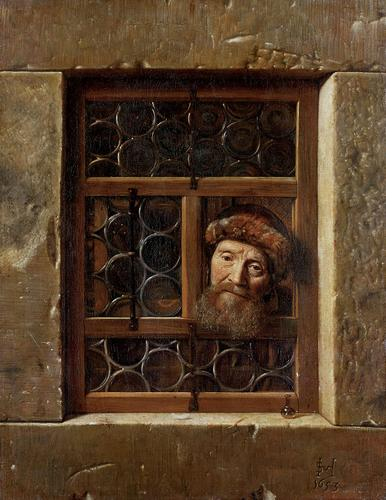
『窓の老人』
1653年、ウィーン美術史美術館

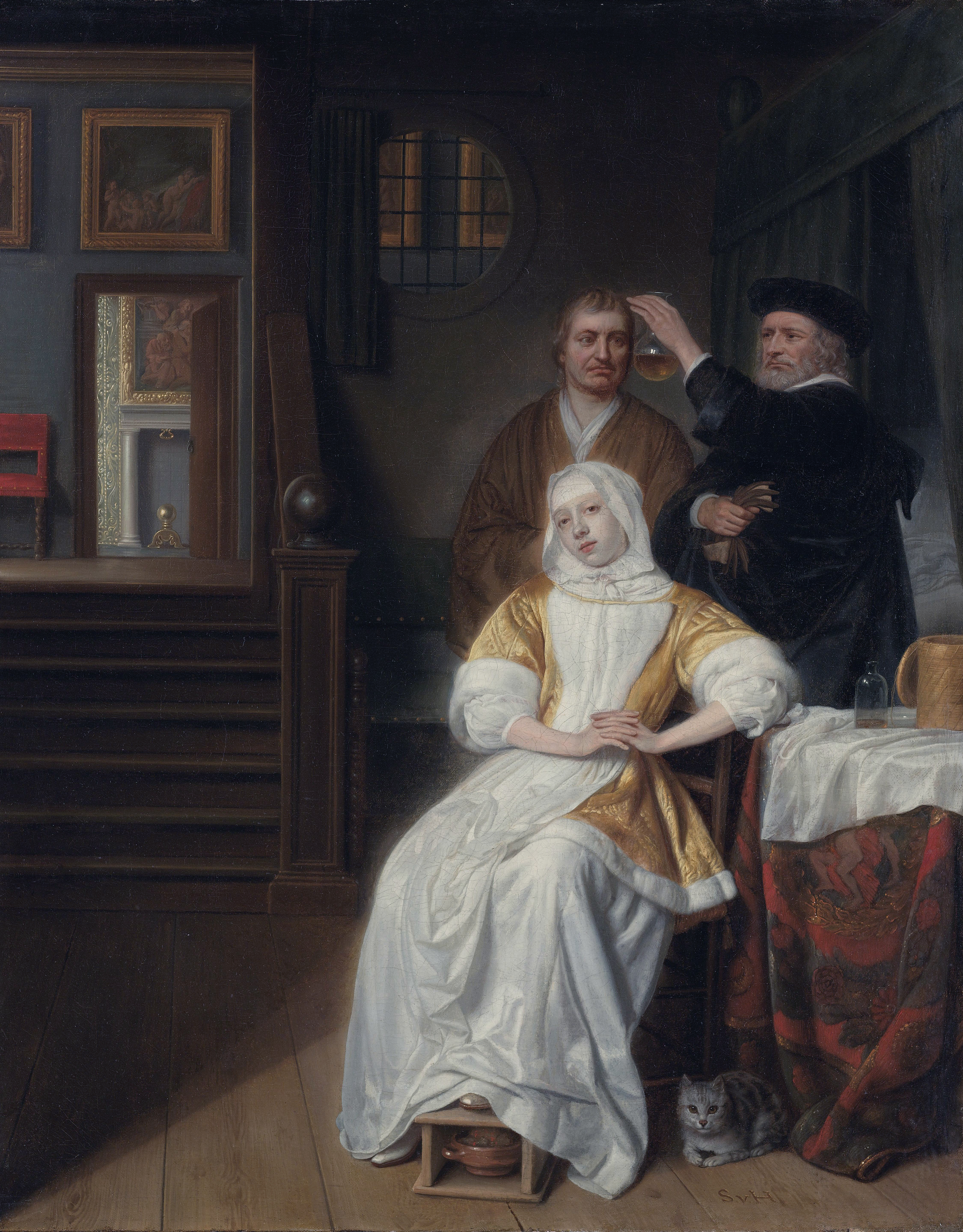
『貧血症の女』
1667年ごろ、アムステルダム国立美術館

窓越しに外を眺めるあごひげを生やした老人を描いた優れた肖像画『窓の老人』を描く1653年ごろまで、このような他の画家からの模倣は続いた。『窓から外を眺める老人』は現在ウィーン美術史美術館の所蔵で、ファン・ホーホストラーテン独自の画風がもっともよく表れている作品の一つとなっている。その他最晩年の作品として、1670年に描かれた『マセイス・ファン・デル・ブルックの肖像』などがあげられる。

また、ファン・ホーホストラーテンは「のぞきからくり箱 (en:peepshow)」の制作にも長けており、箱の穴から覗き込むとオランダ民家のインテリアが立体的に浮かび上がって見えるのぞきからくり箱が残っている。

## 文学作品
ファン・ホーホストラーテンは画家としてだけではなく、造幣局の仕事の合間に書物の執筆も行っていた。その著書『絵画芸術の高等画派入門 (Inleyding tot de Hooge Schoole der Schilderkonst, Rotterdam 1678)』は、17世紀にオランダで出版された芸術関連の著作の中でももっとも先進的な理論を展開する力作の一つに挙げられる。絵画の訴求力や錯視効果といった問題、画家の道徳律、絵画と哲学との関連性など、様々な今昔の書物に言及した著作となっている。ファン・ホーホストラーテンの旅先、とくに南欧をはじめとする各国各都市での芸術体験を取り入れているだけでなく、当時のオランダ絵画業界での話題や議論も反映された論文である。ファン・ホーホストラーテンはカレル・ヴァン・マンデルの芸術に関する著作『画家列伝（画家の書）』の、いわば続編という位置づけで『絵画芸術の高等画派入門』を書いた。そして、ファン・ホーホストラーテンの数多い弟子の一人であるアルノルト・ホウブラーケンが、後に『大劇場』という芸術家たちの伝記を書いた。現在ファン・ホーホストラーテンに関して多くのことが伝わっているのは、この『大劇場』にホウブラーケンが師のホウブラーケンの詳細な伝記を残しているからである。
その他にファン・ホーホストラーテンはソネットや悲劇も残しており、レンブラントの言葉として現在まで伝わっているものの中にはこれらの書物に由来しているものがある。また、エッチング作家でもあり、自身が50歳のときに制作した自画像などの同伴が現存している。ファン・ホーホストラーテンの弟子には実弟のヤン・ファン・ホーホストラーテン(en:Jan van Hoogstraten)、アールト・デ・ヘルデル、コルネリス・ファン・デル・ミューレン、ゴドフリート・スカルッケンらがいる。